# Alan Ruck
Alan Douglas Ruck (Cleveland (Ohio), 1 juli 1956) is een Amerikaanse televisie- en filmacteur. Hij speelde onder andere Cameron Frye in de film Ferris Bueller's Day Off (1986) en van 1996 tot 2002 Stuart Bondek in de sitcom Spin City.

## Biografie

### Vroege jaren
Ruck bezocht de Parma Senior High School in Parma en slaagde aan de Universiteit van Illinois.

### Carrière
Ruck was 29 jaar toen hij de rol vertolkte van de 17-jarige middelbare scholier Cameron Frye, de aan hypochondrie lijdende beste vriend van Ferris Bueller, in de succesvolle film Ferris Bueller's Day Off (1986). In 1992 had hij een rol in de actie-western Young Guns II, waarin hij met andere bekende acteurs van zijn generatie meespeelde, waaronder Emilio Estevez, Lou Diamond Phillips, Kiefer Sutherland en Christian Slater. Hij speelde kapitein John Harriman van de USS Enterprise-B in Star Trek: Generations (1994), met onder andere Walter Koenig. Ook was hij te zien als de geïrriteerde passagier Stephens in Speed (1994). Hij had eveneens een bijrol in de rampenfilm Twister (1996), waarin hij was te zien als de excentrieke onderzoeker Robert 'Rabbit' Nurick. In 2003 had hij een rol als Steve Martins buurman in Cheaper by the Dozen.
In 2005 speelde hij Leo Bloom in de Broadway-versie van The Producers van Mel Brooks, een rol die eerder werd gespeeld door Matthew Broderick, hoofdrolspeler uit Ferris Bueller's Day Off. In de komische film Kickin It Old School (2007) was hij te zien als Dr. Fry, een personage dat mogelijk verwijst naar Cameron Frye. Hij vertelt in deze film dat hij nog steeds bezig is met het sparen van geld om een nieuwe Ferrari te kunnen kopen, wat zou kunnen verwijzen naar het feit dat Cameron de Ferrari van zijn vader kapot heeft gemaakt in Ferris Bueller's Day Off.
Ruck heeft in 2008 een kleine rol in The Happening, een thriller van regisseur M. Night Shyamalan, die volgens planning op vrijdag de dertiende wordt uitgebracht.

### Privéleven
Van 1984 tot 2005 was Ruck getrouwd met Claudia Stefany, met wie hij twee kinderen kreeg: Emma en Sam. Op 4 januari 2008 trouwde hij in New York opnieuw met actrice Mireille Enos. Hij is woonachtig in New York.

## Filmografie
- 1983 - Bad Boys - Carl Brennan
- 1983 - Class - Roger Jackson
- 1986 - Ferris Bueller's Day Off - Cameron Frye
- 1989 - Three Fugitives - Detective Tener
- 1989 - Bloodhounds of Broadway - John Wangle
- 1990 - Young Guns II - Hendry William French
- 1993 - Tales from the Crypt: Oil's Well That Ends Well
- 1994 - Star Trek: Generations - Kapitein John Harriman
- 1994 - Speed - Stephens
- 1996 - Twister - Robert 'Rabbit' Nurick
- 1996 - Spin City - Stuart Bondek (1996-2002)
- 1998 - Walking to the Waterline - Duane Hopwood
- 2000 - Endsville - Kenneth Thith
- 2003 - Cheaper by the Dozen - Bill Shenk
- 2005 - Exact Fare - Patty
- 2007 - Goodbye Baby - Douglass
- 2007 - Kickin It Old Skool - Dr. Fry
- 2007 - Star Trek: Of Gods and Men - Kapitein John Harriman
- 2008 - InAlienable - Dr. Proway
- 2008 - Ghost Town - Ghost Dad
- 2009 - I Love You, Beth Cooper - Mr. Cooverman
- 2010 - Extraordinary Measures - Pete Sutphen
- 2012 - Goats - Dr. Eldridge
- 2012 - Shanghai Calling - Marcus Groff
- 2016 - Carnage Park - Sheriff Moss
- 2017 - War Machine - Pat McKinnon
- 2018 - Gringo - Jerry
- 2018 - Sierra Burgess Is a Loser - Mr. Burgess
- 2018 - Succession - Connor Roy (2018-2023)
- 2020 -  Freaky (film) - Mr. Bernardi